# すすめ!オクトノーツ
『すすめ! オクトノーツ』（原題：Octonauts）は、2010年10月4日からイギリスのBBCの7歳以下の子供向けテレビチャンネルCBeebiesで放送されている子供向けテレビアニメシリーズ。カナダを拠点とする、ヴィキー・ウォンとマイケル・マーフィーのデザインチーム、メオミ・デザインの絵本が原作。

## 概要
海底基地「オクトポッド」を拠点とする擬人化された動物の冒険家チームのエージェント集団であるオクトノーツが、実在の海洋生物や場所をモデルにした世界で、架空のテクノロジーを駆使して海底冒険を繰り広げる物語。
本作の最初の4シリーズをアイルランドのブラウンバッグ・フィルムがアニメ化した。2020年から2021年にかけてNetflix向けに3作品が制作され、カナダのメインフレーム・スタジオがアニメーション制作を引き継いだ。さらに、Netflixオリジナルのスピンオフ作品『オクトノーツと地上のミッション』は2021年9月7日に配信・放送され、オクトノーツが自然界のより多くの陸上の生息地に進出することがフィーチャーされた。
2023年3月には、第5シリーズとして、新しいエピソードがBBC iPlayerを通じて公開された。

## 歴史
2010年、『Octonauts』はコリオンとブラウンバッグ・フィルムの共同制作で52話のCGIテレビアニメシリーズになった。イギリスでは2010年10月4日にBBCの7歳以下の子供向けテレビチャンネルCBeebiesで初放送された。第1シリーズは2011年2月に終了したが、その後もリピート放送された。2012年11月、全22話の第2シリーズが放送開始。
2011年12月1日には『すすめ! オクトノーツ』のタイトルで、日本のディズニー・チャンネルのディズニージュニアで放送開始した。現在はディズニージュニアにて放送中。日本語及び英語による字幕放送を実施。キャプテン・バーナクルズは黄色、クワジーは黄緑色、ペソは水色、他のキャラクターは白で表示される。
2012年1月9日にはアメリカのディズニー・チャンネルでも放送された。2014年9月、シルバーゲート・メディアは2015年に放送されるシーズン4のディズニー・チャンネルへの売却を発表した。多くの登場人物の声はペソとピントの場合はヒスパニック系だが、キャプテン・バーナクルズ、クワジー、インクリング教授の声は元のイギリス人のままである。イギリス版とアメリカ版のもう一つの顕著な違いは、各エピソードの最後にある「生き物レポート」がないことである。この教育的でメロディアスな冒険のまとめはイギリス版にはないが、アメリカ版をストリーミング配信しているNetflixを通じてイギリスでも視聴可能である。
オーストラリアでは2014年、本作は同国で2番目に視聴された子供向けテレビ番組となり、ABCテレビ2で毎日25万7000人の視聴者が全国で見た。シーズン4までに、本作はRTÉ Two（アイルランド）、ツリーハウス（カナダ）、ABCテレビ（オーストラリア）、TF1（フランス）、スーパーRTL（ドイツ）、中国中央電視台（中国）、カルーセル（ロシア）、ディズニージュニア（日本、スペイン、ポルトガル）、スウェーデン・テレビ（スウェーデン）など100カ国以上で放送され、フランス語（TF1）、スペイン語、ポルトガル語（ディスカバリーキッズ）、フィンランド語（Yle TV2）、ウェールズ語（S4C）、スロバキア語（スロバキアテレビ）などに翻訳され放映されている。
本作は、ディズニー映画『ファインディング・ニモ』を手がけた生物海洋学のララ・A・フェリー＝グラハム博士とマイケル・H・グラハム博士の協力を得て制作された。

## 登場人物

### メインキャラクター
オクトポッドの部員とキャプテンからなるオクトノーツは、繰り返し登場する主人公である。
メンバーのうち、トゥイーク・インクリング教授・ターニップ以外の5人は常に帽子をかぶっている。
キャプテン・バーナクルズ
声 - サイモン・グリーナル（歌：ロス・グリーン）（英国版・米国版 第1〜4シリーズ）/サイモン・グリーナル（歌：サイモン・フォスター）（英国版・米国版 第5シリーズ以降）/松澤重雄（日本版）
オクトノーツの勇敢なリーダーでホッキョクグマのキャプテン。どんな乗り物でも運転でき、巨大な貝を持ち上げられるほど強い。しかし、その勇敢さとは裏腹に、閉所恐怖症であることがテレビスペシャル第10話『オクトノーツと水中のどうくつ』で明らかになった。任務終了時に必ず、その任務にちなんだ挿入歌（旋律は全話共通）を歌う（ただし、一部例外あり）。甘党らしく、ココアを飲むときはマシュマロをたっぷり入れる。キャッチフレーズは「オクトノーツ、やるぞ（Octonauts, let's do this）！」、「オクトアラートを鳴らせ（Sound the Octo-Alert）！」、「オクトノーツ、直ちに集合せよ（Octonauts, to your stations）！」、「オクトノーツ、本部/発進ベイへ集合（Octonauts, to the HQ / launch bay）！」、「つかまれ、揺れるぞ（Hold on, this could get bumpy）！」。
クワジー
声 - ロブ・ラックストロー（英国版・米国版）/武田幸史（日本版）
コックニー訛りで話すトラジマのネコで、謎めいたところがある。祖父のキャリコ・ジャックの影響で、かつては海賊をしていた。ナッカーワック、トライ・トゥー・テラー、エビのモンスター、クリーピー・コーブのモンスターなど、多くの海の怪物を信じている。右目に眼帯をしているが、失明してはいない。バーナクルズのことを「相棒（Buddy）」と呼ぶことが多い。趣味で毛玉を集めている。ガップBで高速ドライブをするのが好き。第1シリーズ第50話『オクトノーツとタカアシガニ』では、クモが大の苦手であることが明かされている。キャッチフレーズは「ヒゲが震えるぜ（Shiver me whiskers）！」、「ヨウ（Yeow）！」。
ペソ
声 - ポール・パンティング（英国版）/ウェイン・グレイソン（米国版）/小田久史（日本版）
イギリス訛りのペンギン。医者。医療担当。怖い状況は苦手だが、誰かが怪我をしていたり、困っていたりすると、オクトノーツの中で一番勇敢になれる。一見裸のように見えるが、実際はペンギンの胴体の模様の服を着ており、彼の部屋のクローゼットに何着もしまっている。バーナクルズからは「まさに自慢の『息子』だ」と讃えられている。ピントという弟がいる。キャッチフレーズは「ひれがパタパタする（Flappity flippers）！」。
シェリントン
声 - キース・ウィッカム（英国版・米国版）/興津和幸（日本版）
スコットランド訛りで話すラッコの海洋生物学者。オクトノーツのミッションを補佐する。運転はあまり得意ではなく、ガップDを墜落させたこともある。キャッチフレーズは「まったくなんてことだ（Jumping jellyfish）！」、「なんて素晴らしいんだ（Fascinating）！」。珍しい生き物に目がない。
トゥイーク
声 - ジョー・ワイアット（英国版・米国版）/ジェイミー・ケルトン（米国版 第1シリーズ）/たなか久美（日本版）
アメリカ南部訛りで話すウサギ。発進ベイに住み込みで働いている。ガップX、ガップS、オクトマッハスーツ、友人であるウミガメのサンディのために作ったフレンド・ファインダーなどの機械類の製作・修理などを担当。ダシーがオクトポッドの外に出ているときは、彼女の代わりに通信を担当することがある。原語版ではバーナクルズのことを「キャップ（Cap）」と呼ぶことが多い。暗闇で光る。キャッチフレーズは「了解、キャプテン（Right away, Cap）！」「『かりかりぽりぽりにんじんじん』って言ってる間に(...faster than you can say 'buncha munchy crunchy carrots')！」。
ダシー
声 - テレサ・ギャラガー（英国版）/メアリー・マーフィー（米国版 第1〜4シリーズ）/ジェニー・ヨコボリ（米国版 テレビスペシャル第10話以降）/大室佳奈（日本版）
オーストラリア訛りで話す犬（ダックスフント）。オクトノーツでは通信及び記録用写真の撮影を担当しているほか、オクトポッドに搭載されているすべてのコンピュータを管理している。プロのサーファーでもある。なぜか犬なのに泳げない。キャッチフレーズは「もうやっています、キャプテン（Already on it, Captain）！」。
インクリング教授
声 - キース・ウィッカム（英国版・米国版）/紺野相龍（日本版）
上品なアクセントで話すピンク色の猫耳のようなものがついたタコ（＝ダンボオクトパス）。オクトノーツの創設者＆海洋学者であり、バーナクルズでさえも緊急招集時を除き敬語で応対している。さまざまな種類の頭足類を親戚としている。キャッチフレーズは「実に素晴らしい（Fascinating）！」

### ベジマル
野菜と動物のハーフ。外見はゼニガタアザラシとカブが混ざったような外見をしている。シェフ・園芸担当であり、17人いる。ケルプケーキ作りと温室での作業が大好き。陸上でも水中でも呼吸ができる。クラゲなどにも平均らしい。ベジマルは数年前の海洋調査の時にオクトポッドの側面に付着した卵としてシェリントンによって発見された。数日後、孵化した。数週間後、ベジマルはクルーに欠かせない存在となった。停電のときはオクトアラート（メンバーを招集するためのオクトポッドの設備）の代わりになる。ショックなことがあると失神する。会話するときは「チーパ・チーパ！、チーパ・チーパ！」「ズーパ・ズーパ！」と言うベジマル語で話すが、それはさえずりやしわがれ声からなる言語（アクセントの強い英語にちんぷんかんぷんな言葉が混ざったもの）である。シェリントンはベジマル語を流暢に話す唯一のオクトノーツのメンバーである。
ターニップ
声 - マイケル・C・マーフィー（英国版・米国版 第1〜4シリーズ）/ケイト・ハーバー（英国版・米国版 第5シリーズ以降）/大室佳奈（日本版）
ベジマルのリーダー格。マグロとカブのハーフ。オクトノーツのメンバーの中で最も小さな主人公であり、料理長・庭師である。食事を作る傍ら、庭で野菜を栽培している。お気に入りの食事は、フィッシュビスケットとケルプケーキ。
アルバチョイ
チンゲン菜とビンナガマグロのハーフ。
バロット
スキとニンジンのハーフ。神経質だが緊急時には早く行動できる。
カルプリカ
パプリカとコイのハーフ。
チャーチャード
フダンソウとイワナのハーフ。
コディッシュ
タラとハツカダイコンのハーフ。とても不器用で、事故も起こす。
グルーバー
ハタとショウガのハーフ。体が大きく、食いしん坊である。
ハリビート
ビートとヒラメのハーフ。
マッコリ
ブロッコリーとサバのハーフ。
パーチキン
カボチャとパーチのハーフ。
ピカト
トマトとパイクのハーフ。
トミノウ
ヒメハヤとトマトのハーフ。一番体が小さいが、がむしゃらでもある。
サレペーニョ
ハラペーニョとサケのハーフ。
シャルチーニ
ズッキーニとサメのハーフ。
ワラバガ
ルタバガとスケトウダラのハーフ。
ヤムチョビ
アンチョビとヤムイモのハーフ。
ベジロボ
テレビスペシャル第4話『オクトノーツとマリアナかいこうのぼうけん』に登場した植物型ロボット。

### ゲストキャラ
サンディ
声 - 不明（英国版・米国版）/不明（日本版）
ウミガメ。トゥイークの友人。サンディは長距離を泳ぎ、いくつかのエピソードでオクトノーツと会う約束をしている。
ボリス
声 - 不明（英国版・米国版）/不明（日本版）
イッカク。バーナクルズの若い頃からの友人。ボリスは北極に残っているが、オクトノーツはいくつかのエピソードでボリスと出会う。
キャリコ・ジャック　
声 - ロブ・ラックストロー（英国版・米国版）/武田幸史（日本版）
クワジーの祖父で、クワジーからは「じいちゃん」と呼ばれている。第1シリーズ第38話『オクトノーツとヌタウナギ』でクワジーの回想内で初登場で、テレビスペシャル第3話『オクトノーツとアマゾンのぼうけん』で本格的に登場してクワジーと再会したが、同話のラストシーンで彼をバーナクルズなどに託し、再び単独で冒険に出たが、『オクトノーツと地上のミッション』以降、度々登場する。孫同様に眼帯をしている（ただし左目）が、やはり隻眼ではなくただの飾り。また左脚は義足。相棒のオウムのピートと旅をしている。
ピント　
声 - テレサ・ギャラガー（英国版）/ジェイミー・ケルトン（米国版）/大室佳奈（日本版）
ペソの弟。第1シリーズ第24話『オクトノーツとケルプのきゅうしゅつさくせん』、第1シリーズ第32話『オクトノーツとリュウグウノツカイ』、テレビスペシャル第1話『オクトノーツとペンギンのだいレース』に登場。額にクセ毛がある。頭の回転が速い。ペソのことを「お兄ちゃん」と呼んでいる。兄のペソをとても尊敬しているが、オクトポッドを初訪問したときにクワジーを一目見て、海賊を目指して彼のように眼帯をするようになったが、後にペソのような医者になることを目指す決意をする。
ペソとピントのお母さん
声 - 不明（英国版・米国版）/不明（日本版）
テレビスペシャル第1話『オクトノーツとペンギンのだいレース』に登場。メガネをかけていて、額に2つの太いクセ毛がある。
ヒューゴ
声 - 不明（英国版・米国版）/不明（日本版）
テレビスペシャル第1話『オクトノーツとペンギンのだいレース』に登場。ペンギンの大レースでペソと競い合った。過去の全大会で優勝を独占していたが、レース中に左のひれを怪我したことが原因で、今回初めて他人（＝ペソ）の優勝を見届けることになる。
スクワード
声 - 不明（英国版・米国版）/不明（日本版）
テレビスペシャル第2話『オクトノーツとクリスマスのだいぼうけん』に登場。インクリング教授の甥。海底の山「海山」に住んでいる。
パール
声 - ケイト・ハーバー（英国版・米国版）/下山田綾華（日本版）
シェリントンの妹で、生物海洋学者をしている。第3シリーズ第18話『オクトノーツとたくさんのウニ』に登場。既婚者であり、「ウィンクル」という名前の息子がいる。
ビアンカ
声 - 不明（英国版・米国版）/不明（日本版）
バーナクルズの双子の妹。テレビスペシャル第7話『オクトノーツとほっきょくのぼうけん』に登場。
ウルサとオーソン
声 - 不明（英国版・米国版）/大室佳奈・里郁美（日本版）
ビアンカの子熊でバーナクルズの姪と甥。テレビスペシャル第7話『オクトノーツとほっきょくのぼうけん』、第4シリーズ第5話『オクトノーツとセイウチのこども』に登場。
ナットクイック教授
声 - ウィリアム・ヴァンダープウィー（英国版・米国版）/武田幸史（日本版）
バーナクルズの古い友人のホッキョクギツネ。テレビスペシャル第8話『オクトノーツとこおりのせかいのぼうけん』に登場。氷の下の川を探検するのが大好きな極地探検家。
トラッカー
声 - ポール・パンティング（英国版・米国版）/小田久史（日本版）
バーナクルズの元弟子。テレビスペシャル第8話『オクトノーツとこおりのせかいのぼうけん』に登場。北極圏のホッキョクグマスカウトレスキュー隊の無線オペレーター。
レンジャー・マーシュ
声 - 不明（英国版・米国版）/広田みのる（日本版）
トゥイークの父。テレビスペシャル第8話『オクトノーツとぬまちのぼうけん』に登場。沼地の探検が大好きな自然保護官。
カシー
声 - 不明（英国版・米国版）/小桧山美樹（日本版）
ダシーの妹。第4シリーズ第17話『オクトノーツとなぞのケルプ・モンスター』に登場。なぞ解きやミステリーに興味を持っている。
ライラ
声 - ヘレン・ウォルシュ（英国版・米国版）/塙英子（日本版）
ダシーの古い友人のウォンバット。テレビスペシャル第10話『オクトノーツと水中のどうくつ』に登場。洞窟ダイビングを専門としている。
ミン
声 - チポ・チャン（英国版・米国版）/小桧山美樹（日本版）
中国の長江に住むレッサーパンダで、インクリング教授の旧友。スピンオフ作品『オクトノーツと地上のミッション』で初登場し、第5シリーズ第27話『オクトノーツとチュウゴクオオサンショウウオ』に登場。地図作りが専門。

## 乗り物
オクトポッド
オクトノーツが活動するための基地。巨大なタコの形状をしている。
普段は動かないが活動上止むを得ないときは移動することがあり、第1シリーズ第8話『オクトノーツとよごれたうみ』では、甲殻類の集団が多数侵入して勝手に移動させられたこともある。
オクトポッドの中には25種のガップが格納されている。
ガップA
バーナクルズがよく利用する。動力源はプロペラである。シリーズ中、時折トゥイークによって改造される。第1シリーズ第18話『オクトノーツとまよなかゾーン』では真夜中ゾーンでの視界を確保するための追加ライトを搭載。パワーが低下すると点滅するように改造された。第1シリーズ第21話『オクトノーツときょだいなうずまき』ではターボ・ブースターでスピードアップするように改造された。
ガップB
クワジーがよく利用する。25種のガップの中でかなりの速さを誇る。サメをモチーフにしたペイントが施されており、そのペイントはクワジー自身によるものである。いくつかのエピソードでは、クワジーがガップBをクラッシュさせ続けている。
ガップC
25種のガップの中でかなり強力で怪力。クジラのような外見で、重機（クレーン）を装備している。特別に強化された舳先を取り付ければ、砕氷船としても使える。
ガップD
多目的用に作られたガップで、2つの爪・2つのドリル・6つの脚を持つ。その外見ゆえにトゥイークがしばしば利用する。
ガップE
救急用のガップで、緑色のグッピーのような外見。患者を運ぶための水槽を持つ。ペソがよく利用する。
ガップF
ペダルで動く金属フレームのガップで、ガップのプロトタイプとして最初に作られた。25種のガップで最小、かつ人力なので動力も貧弱。第1シリーズ第10話『オクトノーツとバショウカジキ』では、暴走したガップA〜Eを止めるために使用されたが、第3シリーズ第4話『オクトノーツとカエルアンコウ』でハリケーンによって破壊されたため、人工リーフに改造された。
ガップG
テレビスペシャル第10話『オクトノーツと水中のどうくつ』から登場。地上を歩くための頑丈な脚と、大きな海の生き物を運ぶための特殊なタンクを備えたガップである。ガップGはオオサンショウウオのように水中や陸上を移動するために作られた。
ガップH
第4シリーズ第1話『オクトノーツとヤドクガエル』から登場。ヘリコプターの乗り物で、海の上空に舞い上がり、動物たちが海に飛び込んだり、海から出たりするのを観察するために使われる。
ガップI
テレビスペシャル第8話『オクトノーツとこおりのせかいのぼうけん』から登場。極地探査ステーションであり、頑丈な乗り物である。
ガップJ
イギリスで販売されたおもちゃのみ登場。小型のガップだが、強力なスピードを誇るホバークラフト。
ガップK
テレビスペシャル第9話『オクトノーツとぬまちのぼうけん』から登場。水面に浮くことができる、半分エアボート、半分戦車のようなガップ。トゥイークの故郷であるエバーグレーズを山火事から救うために使われた。
ガップL
イギリスで販売されたおもちゃのみ登場。水上機のガップ。
ガップM
テレビスペシャル第10話『オクトノーツと水中のどうくつ』から登場。生き物を乗せたサイドカー付きの頑丈な3輪バギーで、沼地の偵察や捜索、あるいは泥沼での操縦用に設計されている。
ガップO
第4シリーズのエンドクレジットとイギリスで販売されたおもちゃで登場。シャチの動きを模倣できるように設計されたジェットスキーで、走行中に尾翼が上下に動く。
ガップP
テレビスペシャル第11話『オクトノーツとグレート・バリア・リーフ』から登場。初動対応の緊急車両であり、医療ステーション（X線装置完備）で、クワジーは海の生き物を治療し、安全な場所に運ぶことができる。車体の先端には、救助される海の生き物を捕獲するためのくちばしのようなハッチがある。
ガップQ
テレビスペシャル第10話『オクトノーツと水中のどうくつ』から登場。暗い洞窟などを捜索・救助するための海底探査車。シュモクザメのような構造で、平たい頭部にサーチライトが目になっているのが特徴。
ガップR
第5シリーズから登場。このビークル（クワジーはガップARRRRと発音する。）は、水中および水外での救助任務用に設計されている。背びれとハイドロプレーンモード用に低くなった翼を持つ。救命ブイを展開することができる。これまでに作ったガップの中で最速の速さを誇る。
ガップS
テレビスペシャル第6話『オクトノーツとなんきょくのぼうけん』から登場。プロペラ式の水陸両用南極観測船で、ガップXのように2分離することも可能。本体は水中のオクトシャトルで、海底を走行するための2対の連続軌道車輪、船の凍結を防ぐための不凍液システム（血液中に不凍液を持つ北極圏の魚がモデル）、研究室、寝室、さらにはホットココアマシンを備えている。取り外し可能なコックピットは、オクトソリッドと呼ばれる水上スノーモービルを形成し、その先端には牙のような氷を貫通する加熱ドリルがあり、伸縮可能な救助ラインがある。このガップのアクセサリーには、耐氷カメラが含まれる。
ガップT
イギリスで販売されたおもちゃのみ登場。レスキューローバーで、回転するトレッドホイールで海底を移動し、廃棄物のリサイクルのために海底を捜索する。ガップTのレスキューローバーは2つのシー・スライム・キャノンを装備しており、その中にはオクトノーツが海中の有害汚染物質を分解し、汚染された生物を救出するために使用する特殊な除菌スライムが含まれている。傷ついた生物を安全に運ぶために、中央と後部のドアが開くようになっている。
ガップU
イギリスで販売されたおもちゃのみ登場。機敏なガップであり、高速で移動することができ、パトロール位置に立つこともできる。
ガップV
テレビスペシャル第5話『オクトノーツとベジマルクリスマス』から登場。ベジマルが設計した、即席の材料で作った乗り物。
ガップW
テレビスペシャル第11話『オクトノーツとグレート・バリア・リーフ』から登場。世界の絶滅の危機に瀕する珊瑚礁とそこに生息する珊瑚礁を治療するために特別に設計された移動式救急医療センター。前部を開くとスロープになり、ガップの他の車両の発進ベイとしても機能する。ペソが負傷した生物を救助するために使用し、救助用タンクに収納される。
ガップX
テレビスペシャル第2話『オクトノーツとクリスマスのだいぼうけん』から登場。トゥイークがバーナクルズに贈るクリスマスプレゼントとして作られた。大きさは、それまで最大だったガップCの4〜5倍。吸盤つきのキャタピラがついていて、大きく張り出した岩盤も岩肌に沿って苦も無く登ることができる。また、前・中・後ろで3機に分離することも可能。
ガップY
イギリスで販売されたおもちゃのみ登場。
マリアナ海溝のオクトラボ周辺で作業するための深海掘削車である。長いアームを持ち、運搬、持ち上げ、さらにはぬるぬるした岩石を含む海の物質をすくい上げるのに理想的である。
メガガップZ
テレビスペシャル第12話『オクトノーツと火のリング』から登場。5機の小型Zガップを合体させた火山環境での作業を想定した特殊車両。限られた時間だけ人型ロボットの形態になることもできる。
オクトラボ
テレビスペシャル第4話『オクトノーツとマリアナかいこうのぼうけん』から登場。海洋の最深部を調査するための可動式ベースである。ドーム型で、地中の揺れに対応するためにバネのような脚で立っている。
オクトサービスステーション
第4シリーズとテレビスペシャル第7話『オクトノーツとほっきょくのぼうけん』から登場。海底に建設された車両整備用の足場。オクトポッドの改修やガップK、ガップHの製造に使用される。

## 絵本
原作は2006年にイメディウムからアメリカで出版され、2009年にハーパーコリンズからイギリスで再出版された。メオミ・デザインの作品は6冊出版されている。
- 『The Octonauts & the Only Lonely Monster』ダイオウイカの話。
- 『The Octonauts & the Sea of Shade』みんなの影が消えた世界の話。
- 『The Octonauts & the Frown Fish』不機嫌そうなナマズの話。
- 『The Octonauts & the Great Ghost Reef』サンゴの白化の話。
- 『The Octonauts Explore the Great Big Ocean』ベジマル、ターニップの故郷探しの話。
- 『The Octonauts & the Growing Goldfish』成長を止めない巨大な金魚、ダンキーの話。

サイモン＆シュスターから、テレビシリーズの各エピソードに基づいた短い書籍シリーズが出版されている。これらのタイトルは、表紙に 「As seen on TV」と書かれていることで見分けられ、メオミ・デザインが書いたりイラストを描いたりしたものではない。書籍のタイトルは原作エピソードと同じである。

## エピソード一覧
本作は1話11分のエピソード形式で、奇妙な水中世界を探検し、珍しい実在の海洋生物に遭遇する物語。主人公のキャプテン・バーナクルズ、クワジー、ペソを中心に、生物学的・行動学的発見や危険からの脱出が描かれる。他の5人のオクトノーツは脇役として登場する。
オープニングテーマ曲は、オクトノーツのモットーである「探検だ！救出しよう！保護せよ（Explore! – Rescue! – Protect!）！」という掛け声で終わる。

### シリーズ概要
| シーズン | シーズン | 話数 | 話数 | 放送期間       | 放送期間      |
| シーズン | シーズン | 話数 | 話数 | 初回放送       | 最終回放送    |
| -------- | -------- | ---- | ---- | -------------- | ------------- |
|          | 1        | 50   | 50   | 2010年10月4日  | 2011年2月11日 |
|          | 2        | 22   | 22   | 2012年11月19日 | 2013年9月3日  |
|          | 3        | 20   | 20   | 2013年9月4日   | 2015年9月22日 |
|          | 4        | 24   | 24   | 2015年9月23日  | 2016年6月14日 |
|          | S        | 12   | 12   | 2010年12月10日 | 2021年3月30日 |
|          | 5        | 27   | 27   | 2023年3月24日  | 放送中        |

### 生き物レポート
生き物レポートは、オクトノーツが遭遇した海洋生物の事実を振り返る1分の映像。イギリスでは独立した番組だが、アメリカや日本では通常エピソードの後に放送される。ただし、第4シリーズのあるエピソードではサーフミュージックに差し替えられた例がある。

### 第1シリーズ
2010年10月4日にイギリスのCBeebiesで第1シリーズの放送を開始した。全50話。
脚本：ステファニー・シンプソン、ビリー・アロンソン、グレン・バーガー、イアン・カーニー、サイドン・クラーク、クシ・クラム、サラ・ダーキー、スティーブ・グラナット、カリン・グリーンバーグ、ジョナサン・グリーンバーグ、ピーター・K・ハーシュ、アダム・アイデルソン、デイブ・インガム、キャサリン・リューウェン、マイルズ・マクロード、アラン・ニューワース、サッシャ・パラディーノ、ゲイブ・プリアム
| #  | タイトル 原題                                                                                              | あらすじ |
| 1  | オクトノーツとジンベエザメ Octonauts and the Whale Shark                                                   | ダシーは奇妙な洞窟に探検に出かけた。だがそこは洞窟ではなく、巨大なジンベエザメの口だった。                     |
| 2  | オクトノーツとうみのあらし Octonauts and the Undersea Storm                                                | クワジーはターボの付いたガップBの試運転に出かけた時、大嵐が接近していることを知る。                            |
| 3  | オクトノーツとカニとウニ Octonauts and the Crab and Urchin                                                 | クワジーたちは、巻貝から半分カニで半分ウニの生き物がうるさくて眠れないという訴えを聞く。                       |
| 4  | オクトノーツとセイウチのボス Octonauts and the Walrus Chief                                                | 治療を終えてオクトポッドに戻る途中、ペソが医療バッグを落としてしまう。                                         |
| 5  | オクトノーツとトビウオ Octonauts and the Flying Fish                                                       | クワジーたちは、海から飛び出す驚くべきものの正体を突き止めることにする。                                       |
| 6  | オクトノーツとダイオウイカ Octonauts and the Giant Squid                                                   | ガップAが何者かに襲われた。インクリング教授は犯人の痕跡に見覚えがあった。                                      |
| 7  | オクトノーツとシャチ Octonauts and the Orcas                                                               | バーナクルズの下手なアコーディオンの音に誘われてシャチの群れがやって来る。                                     |
| 8  | オクトノーツとよごれたうみ Octonauts and the Great Algae Escape                                            | 一帯の海は不気味なほど静まり返っていた。藻が大量発生したため、生き物の姿が見えないのだ。                       |
| 9  | オクトノーツとムカデエビ Octonauts and the Remipedes                                                       | シェリントンはムカデエビを探しにガップDで出かけたが、操縦が無茶苦茶で…。                                       |
| 10 | オクトノーツとバショウカジキ Octonauts and the Speedy Sailfish                                             | トゥイークが発明した「スマートガップ・リモコン」。だが、シェリントンが…。                                      |
| 11 | オクトノーツとブロブフィッシュのきょうだい Octonauts and the Blobfish Brothers                             | 海底火山が噴火しそうになり、バーナクルズたちは火山近くの生き物を避難させに向かう。                             |
| 12 | オクトノーツとモンスターのちず Octonauts and the Monster Map                                               | クワジーの地図には、難破船とそこに巣食うモンスターが描かれていた。                                             |
| 13 | オクトノーツとまいごのヒトデ Octonauts and the Lost Sea Star                                               | オクトノーツが迷子のヒトデ、トゥインクルを見つける。                                                           |
| 14 | オクトノーツとしろいザトウクジラ Octonauts and the Albino Humpback Whale                                   | オクトポッドの外に怪しい巨大な生物がいる。バーナクルズたちが正体を確かめに行く。                               |
| 15 | オクトノーツとジャイアントケルプのもり Octonauts and the Giant Kelp Forest                                 | ガップBに緊急脱出ボタンをつけてもらったクワジーは大喜びで試運転に出かけたが…。                                 |
| 16 | オクトノーツとふえるイソギンチャク Octonauts and the Enemy Anemones                                        | 浜辺に怪我をしたカニがいた。カニはブヨブヨに襲われ岩から落ちて怪我をしたと言う。                               |
| 17 | オクトノーツとイッカク Octonauts and the Narwhal                                                           | オクトノーツはバーナクルズの故郷である北極を目指し氷の下の海を進んでいたが、途中氷の中に閉じ込められてしまう。 |
| 18 | オクトノーツとまよなかゾーン Octonauts and the Midnight Zone                                               | シェリントンたちは新種の生物を探して真夜中ゾーン、すなわち太陽の光が当たらない深海へと出かけた。               |
| 19 | オクトノーツとテッポウエビ Octonauts and the Snapping Shrimp                                               | ある時、珊瑚礁を探検しに出かけたダシーが意識を失った状態で発見される。                                         |
| 20 | オクトノーツとヌルヌルのナマコ （日本では2022年5月29日に一度だけ放送） Octonauts and the Snot Sea Cucumber | 海底で地震が起き、転がってきた岩にナマコが挟まれてしまう。                                                     |
| 21 | オクトノーツときょだいなうずまき （日本では2022年5月29日に一度だけ放送） Octonauts and the Giant Whirlpool | トゥイークの親友サンディがやって来た。ふるさとの砂浜を目指す途中で、友達に会いに寄ったのだ。                   |
| 22 | オクトノーツとヤドカリ Octonauts and the Hermit Crabs                                                      | オクトポッドの指揮を任されたペソは、外から聞こえる苦しそうな声に気がつく。                                     |
| 23 | オクトノーツとこんらんしたクジラ Octonauts and the Mixed Up Whales                                         | オクトノーツはオクトポッドの修理と掃除を開始。そんな時…。                                                      |
| 24 | オクトノーツとケルプのきゅうしゅつさくせん Octonauts and the Kelp Forest Rescue                            | 巻き貝の赤ちゃんの調査に出かけたダシーとシェリントンが、動けなくなってしまったらしい。                         |
| 25 | オクトノーツとモクズショイ Octonauts and the Decorator Crab                                                | オクトポッドの外部についているレーダーのアンテナが何者かに盗まれた。                                           |
| 26 | オクトノーツとシロイルカ Octonauts and the Beluga Whales                                                   | シロイルカの群れが氷の下に閉じ込められてしまった。                                                             |
| 27 | オクトノーツとブリモドキ Octonauts and the Hungry Pilot Fish                                               | クワジーが掃除当番をサボったためガップは緑のヌルヌルに覆われていた。しぶしぶ掃除を始めたクワジーだが…。        |
| 28 | オクトノーツとコウモリダコ Octonauts and the Vampire Squid                                                 | ペソが一人で真夜中ゾーンに行く訓練をした。真夜中ゾーンにはコウモリダコがいる。                                 |
| 29 | オクトノーツとタツノオトシゴ Octonauts and the Seahorse Tale                                               | パトロール中にバーナクルズたちはダンスを踊るタツノオトシゴのカップルに出会う。                                 |
| 30 | オクトノーツとおおきなクラゲ Octonauts and the Giant Jelly                                                 | 海を探検していたペソたちは大きなビーチボールのような生き物を見つけた。それはクシクラゲのジェリーだった。       |
| 31 | オクトノーツとダルマザメ Octonauts and the Cookiecutter Sharks                                             | オクトカムを海底にセットし、ガップAで戻る途中、外から怪しい音が。                                              |
| 32 | オクトノーツとリュウグウノツカイ Octonauts and the Oarfish                                                 | ある時、オクトノーツの外でモンスターを発見する。その正体は…。                                                  |
| 33 | オクトノーツとコウムトゥースブレニー Octonauts and the Combtooth Blenny                                    | ガップEのプロペラに海草が絡まり、クワジーとペソは動けなくなってしまう。そこで…。                               |
| 34 | オクトノーツとクラゲのだいはっせい Octonauts and the Jellyfish Bloom                                       | シェリントンはチンアナゴの観察のためガップEで一晩を過ごすことにした。朝目を覚ますと…。                         |
| 35 | オクトノーツとイルカのあかちゃん Octonauts and the Baby Dolphin                                            | ガップBで走り回ったクワジーがオクトポッドに戻ってくると、イルカの赤ちゃんがついて来ていた。                    |
| 36 | オクトノーツとおばけのさかな Octonauts and the Scary Spookfish                                             | ペソはナマコを深海に返そうとガップEで出かけた。ところが…。                                                     |
| 37 | オクトノーツとほっきょくのシャチ Octonauts and the Arctic Orcas                                            | シャチの群れの健康診断の帰り道、バーナクルズとペソの乗ったガップEは氷山に衝突してしまう。                      |
| 38 | オクトノーツとヌタウナギ Octonauts and the Slime Eels                                                      | 北大西洋で、クワジーが沈没船を発見。遥か昔に沈んだキャリコ・ジャックの海賊船だ。                               |
| 39 | オクトノーツときょだいなゾウアザラシ Octonauts and the Enormous Elephant Seal                              | シェリントンとペソは海底で寝ている巨大なゾウアザラシを見つけた。                                               |
| 40 | オクトノーツとイワシのむれ Octonauts and the Sardine School                                                | 素早く泳ぐイワシの群れを見て驚くクワジー。その中の一匹、ディーナと宙返りの競争をしているうちに…。              |
| 41 | オクトノーツとイルカのおてつだい Octonauts and the Dolphin Reef Rescue                                     | 珊瑚礁が病気になり白化現象が起きていた。ペソがそれを治す移植手術をしている最中…。                              |
| 42 | オクトノーツとウナギのたび Octonauts and the Eel Ordeal                                                    | オクトノーツはウナギの生涯の旅を調べるため、ウナギの群れについて行った。                                       |
| 43 | オクトノーツとウミイグアナ Octonauts and the Marine Iguanas                                                | オクトポッドの畑で赤い海草が見事に育った。ところが何者かが畑に侵入する。                                       |
| 44 | オクトノーツとペリーカラスザメ Octonauts and the Dwarf Lanternshark                                        | バーナクルズたちはジンベエザメを追い深海に潜った。その時、体が光る小さいサメが現れた。                         |
| 45 | オクトノーツとかいぞくのブダイ Octonauts and the Pirate Parrotfish                                         | クワジーが持っていた祖父のキャリコ・ジャックの写真の裏に宝の地図があった。                                     |
| 46 | オクトノーツとシビレエイ Octonauts and the Electric Torpedo Rays                                           | バッテリーの充電が無くなり操縦不能に陥ったオクトポッドは深い谷の手前に墜落してしまう。                         |
| 47 | オクトノーツとコウイカのモンスター Octonauts and the Crafty Cuttlefish                                     | ベジマルたちが遊んでいるうちに、バーナクルズのオクトコンパスが外で転がり出てしまった。                         |
| 48 | オクトノーツとまいごのレモンザメ Octonauts and the Lost Lemon Shark                                        | シェリントンとペソが迷子のレモンザメを見つけた。名前はレミーといった。                                         |
| 49 | オクトノーツとフムフムヌクヌクアプアア Octonauts and the Humuhumunukunukuapua'a                            | ペソが魚の治療をしていると、フムフムヌクヌクアプアアの群れが健康診断を受けにやって来た。                       |
| 50 | オクトノーツとタカアシガニ Octonauts and the Giant Spider Crab                                             | 夜の海を探検に出かけたクワジーは、ドシンドシンと言う不気味な音を聞く。                                         |

### 第2シリーズ
2012年11月19日にイギリスのCBeebiesで全22話の第2シリーズが始まったが、10話で何の説明もなく中断され、視聴者からの批判を招いた。放送は2013年3月に再開されたが、その1週間後に中断された（最後の7エピソードは未放映のまま）。2013年5月に残りの5エピソードが公開され、2013年9月、シリーズ3の放送直前に最後の2エピソードが公開された。
脚本：ケン・ポンタック、リッチ・フォーゲル、ジミー・ヒバート、ディーン・ステファン、アダム・ペルツマン、ビリー・アロンソン、ダニー・スタック、サイドン・クラーク、カリン・グリーンバーグ、アラン・ニューワース、ニッキー・フェラン、レイ・ランクフォード、ゲイブ・プリアム、アダム・アイデルソン、サム・ドランスフィールド、デイビー・ムーア、スティーブ・クラーク
| #  | タイトル 原題 | あらすじ |
| 1  | オクトノーツとダイオウホウズキイカ Octonauts and the Colossal Squid                                                                          | 暗闇に光るものがあった。何だろうとオクトポッドが近づいて行くと、それはなんと…。                                      |
| 2  | オクトノーツとアデリーペンギン Octonauts and the Adelie Penguins                                                                             | オクトノーツは南極に行き、ペソの親戚のアデリーペンギンを訪ねた。                                                     |
| 3  | オクトノーツとヤシガニ Octonauts and the Coconut Crabs                                                                                       | クワジーが海に浮かんでいたココナツを拾った。そこには祖父である海賊、キャリコ・ジャックの印が。                       |
| 4  | オクトノーツとホホジロザメ Octonauts and the Great White Shark                                                                               | オクトポッドの近くにホホジロザメが現れた。                                                                           |
| 5  | オクトノーツとウミヘビ Octonauts and the Sea Snakes                                                                                          | 大きな渦が近づき、オクトポッドは流れの静かな場所に移動しようとしていた。そんなときに、オクトポッドでヘビが見つかる。 |
| 6  | オクトノーツとホッキョククジラ Octonauts and the Bowhead Whales                                                                              | 北極の崩れた氷の中に、イッカクのボリスたちが閉じ込められた。急いで救出に向かうが…。                                  |
| 7  | オクトノーツとアゴアマダイ Octonauts and the Jawfish                                                                                         | アゴアマダイは口の中に卵をいっぱい入れて育てていた。だがその卵が…。                                                  |
| 8  | オクトノーツとフグ Octonauts and the Porcupine Puffer                                                                                        | フグのパフィが、ジンベエザメに丸飲みにされてしまった。フグには毒があるためどちらも危ない。                           |
| 9  | オクトノーツとスズメダイ Octonauts and the Damselfish                                                                                        | 珊瑚が白くなっていた。原因は珊瑚で藻を育てているスズメダイだ。                                                       |
| 10 | オクトノーツとマッコウクジラ Octonauts and the Scared Sperm Whale                                                                            | マッコウクジラの子どもサイモンはすごい怖がりだ。餌を取るために潜ることもできない。そこで…。                          |
| 11 | オクトノーツとミズヒキイカ Octonauts and the Long-armed Squid                                                                                | 海底から不気味な声が聞こえると、コウモリダコが知らせに来た。                                                         |
| 12 | オクトノーツとシオマネキ Octonauts and the Fiddler Crabs                                                                                     | オクトスコープを探して行き着いた島。そこに住むシオマネキが…。                                                        |
| 13 | オクトノーツとマンタ Octonauts and the Manta Rays                                                                                            | 写真を撮っていると、マンタの群れが現れた。そのうちの一匹が…。                                                        |
| 14 | オクトノーツとまほうのけん Octonauts and the Swashbuckling Swordfish（英国でのタイトル） Octonauts and the Flying Swords（米国でのタイトル） | 海上に「海賊の月」が現れた。伝説によると、その月が出る夜には魔法の空飛ぶ剣が現れるという。                           |
| 15 | オクトノーツとタイガーフィッシュ Octonauts and the Triggerfish                                                                               | オクトノーツは海水温などの計測に使ったオクト・フロートを回収しようとした。だが…。                                    |
| 16 | オクトノーツとミミックオクトパス Octonauts and the Enemy Anemones                                                                            | ベジ疱瘡にかかったベジマルたちの薬を作るため、ペソは赤い藻を取りに行く。                                             |
| 17 | オクトノーツとミノカサゴ Octonauts and the Lionfish                                                                                          | 珊瑚礁の健康診断をしていたバーナクルズは、二匹のミノカサゴを見つけた。                                               |
| 18 | オクトノーツとリーフィーシードラゴン Octonauts and the Leafy Sea Dragons                                                                     | コンブの森を見に行ったインクリングとダシーはガップにコンブをいっぱいつけて帰って来た。その中に…。                    |
| 19 | オクトノーツとマナティー Octonauts and the Manatees                                                                                          | 雷雲が近づいてきた。バーナクルズは近くにいるマナティーを安全な場所に移動させることに。                               |
| 20 | オクトノーツとイリエワニ Octonauts and the Saltwater Crocodile                                                                               | 南極海でイリエワニを見つけた。冷たい水の中では危険だと判断し…。                                                      |
| 21 | オクトノーツとカンムリブダイ Octonauts and the Humphead Parrotfish                                                                           | オクトノーツは流星雨を見に行った。するとそこで…。                                                                    |
| 22 | オクトノーツとフクロウナギ Octonauts and the Gulper Eels                                                                                     | インクリングとクワジーは、深海に珊瑚を植えに行った。そこにはフクロウナギがいて…。                                    |

### 第3シリーズ
2013年9月4日にイギリスのCBeebiesで第3シリーズの放送を開始した。全20話。
脚本：ゲイブ・プリアム、カリン・グリーンバーグ、アダム・イデルソン、アダム・ペルツマン、アラン・ニューワース、ビリー・アロンソン、ダニー・スタック、デイビー・ムーア、ディーン・ステファン、ジミー・ヒバート、ケン・ポンタック、ニッキー・フェラン、レイ・ランクフォード、リッチ・フォーゲル、サミュエル・ドランスフィールド、スティーブ・クラーク、サイドン・クラーク
| #  | タイトル 原題                                                            | あらすじ |
| 1  | オクトノーツとマヨイアイオイクラゲ Octonauts and the Siphonophore        | オクトポッドの外を不思議な生き物が通りすぎた。それは…。                                                        |
| 2  | オクトノーツとクマムシ Octonauts and the Water Bears                     | オクトノーツは溶岩洞の調査に行った。すると石がペソに話しかけてきた。                                           |
| 3  | オクトノーツとイモガイ Octonauts and the Cone Snail                      | クワジーのガップにイモガイがついていた。クワジーはイモガイに刺され、フラフラになってしまう。                   |
| 4  | オクトノーツとカエルアンコウ Octonauts and the Artificial Reef           | 小さな珊瑚礁にカエルアンコウや魚たちがたくさん住んでいた…。                                                    |
| 5  | オクトノーツとザトウクジラ Octonauts and the Humpback Whales             | バーナクルズとクワジーは海賊白髭の宝箱を見つけた。だがクワジーが宝箱の鍵を海に落としてしまう。                 |
| 6  | オクトノーツとペリカン Octonauts and the Pelicans                        | バーナクルズとダシーが、たくさんのペリカンの患者を連れてオクトポッドに戻ってきた。                             |
| 7  | オクトノーツとセンジュナマコ Octonauts and the Sea Pigs                  | オクトノーツは、海底にセンジュナマコがいるのに気がつき…。                                                      |
| 8  | オクトノーツとイエティクラブ Octonauts and the Yeti Crab                 | 真夜中ゾーンで、トゥイークは白い毛の生えた不思議な生き物を目撃。                                               |
| 9  | オクトノーツとバラクーダ Octonauts and the Barracudas                    | レッドマングローブの種が深海まで流されてきたのを見たオクトノーツ。そこで…。                                    |
| 10 | オクトノーツとカモノハシ Octonauts and the Duck-Billed Platypus          | オーストラリアの川で洪水が起こった。そこでオクトノーツは…。                                                    |
| 11 | オクトノーツとウミアメンボ Octonauts and the Sea Skaters                 | クワジーはガップXのオクトスキーを暴走させ、オクトポッドから離れた海の中でひとりになってしまった。              |
| 12 | オクトノーツとトビハゼ Octonauts and the Mudskippers                     | バーナクルズたちはトビハゼを助けた。トビハゼたちのためにオクトポッドの菜園に泥んこの場所を作るが…。            |
| 13 | オクトノーツとゼニガタアザラシ Octonauts and the Harbour Seal            | ペソの患者であるコバンザメのノラが急に姿を消す。バーナクルズは、海で一番の探偵ゼニガタアザラシのハリーを呼ぶ。 |
| 14 | オクトノーツとキタユウレイクラゲ Octonauts and the Lion's Mane Jellyfish | ペソはキタユウレイクラゲのレオの健康診断をしていた。だが…。                                                    |
| 15 | オクトノーツとベニイワガニ Octonauts and the Red Rock Crabs              | シェリントンは、ベニイワガニを見つけた。ベニイワガニが、こんな寒い島にいるのはおかしい…。                      |
| 16 | オクトノーツとかいめん Octonauts and the Sea Sponge                      | 具合の悪い海綿。ペソが診察すると、中には普通はクジラについているクジラジラミがいた。                           |
| 17 | オクトノーツとベニクラゲ Octonauts and the Immortal Jellyfish            | ペソが年老いたクラゲの健康診断をしていると…。                                                                  |
| 18 | オクトノーツとたくさんのウニ Octonauts and the Urchin Invasion           | オクトノーツはケルプの森に向かっていた。ケルプの森でシェリントンが会わせたい相手がいるという。                 |
| 19 | オクトノーツとシュモクザメ Octonauts and the Hammerhead Sharks           | シュモクザメの子どもを見つけた。親の世話を受けないという子どもたちは…。                                        |
| 20 | オクトノーツとアカウミガメ Octonauts and the Loggerhead Sea Turtle       | 見失った調査カメラをガップXに乗り探すバーナクルズたち。突然地面が揺れ…。                                       |

### 第4シリーズ
2015年9月23日にイギリスのCBeebiesで第4シリーズの放送を開始した。全24話。第1～4シリーズのエピソードは2018年10月15日にNetflixで公開された。
脚本：ゲイブ・プリアム、ゴードン・ブラサック、ケビン・バーク、ニコール・デュバック、リッチ・フォーゲル、ケビン・ホップス、チャーリー・ハウエル、マーク・ハッカービー、アダム・アイデルソン、サム・モリソン、ニック・オスラー、ケビン・セシア、スコット・ゾンネボーン、ディーン・ステファン、レン・ウーリー、グレッグ・ワイズマン、クリス・ワイアット
| #  | タイトル 原題                                                                 | あらすじ                                                                                                 |
| 1  | オクトノーツとヤドクガエル Octonauts and the Poison Dart Frogs                | アマゾン川を大きな波が逆流、魚たちが木の上に！ヤドクガエルの住みかに入り込んだ魚を戻す。                 |
| 2  | オクトノーツとひみつのみずうみ Octonauts and the Hidden Lake                  | 南極を探検中、氷の下の湖でシェリントンが珍しい生き物を見つける。                                         |
| 3  | オクトノーツとオクトポッドのなぞ Octonauts and the Octopod Mystery            | オクトポッドが故障。部品を取りに昔のオクトポッドへ行くと謎の生き物が現れる！                             |
| 4  | オクトノーツとウミガメのあかちゃん Octonauts and the Baby Sea Turtles         | 海を目指すウミガメの赤ちゃんには危険がいっぱい。大きな波やお腹を空かせた敵が迫る！                       |
| 5  | オクトノーツとセイウチのこども Octonauts and the Walrus Pups                  | 氷の上に取り残されたセイウチの赤ちゃんたち。巨大な氷山が衝突する！                                       |
| 6  | オクトノーツとつよいシャコ Octonauts and the Mantis Shrimp                    | 二匹の強いシャコの境界線にオクトポッドが着陸。怒った二匹は強い爪でオクトポッドを壊し始める！             |
| 7  | オクトノーツとひとりぼっちのクジラ Octonauts and the Loneliest Whale          | 不思議な歌声を聞いたオクトノーツは、独りぼっちになっていたザトウクジラを見つける。                       |
| 8  | オクトノーツとロードハウナナフシ Octonauts and the Tree Lobsters              | 嵐で絶壁の島に打ち上げられたペソ。絶滅したと思われていた珍しい昆虫に出会う。                             |
| 9  | オクトノーツとコンビクトブレニー Octonauts and the Convict Fish               | 石の橋にヒビが入り近くに住む生き物たちを避難させるが穴に居座る生き物が…。                                |
| 10 | オクトノーツとコウテイペンギン Octonauts and the Emperor Penguins             | 危険な氷原を越え、ケガをしたペンギンのお母さんを家族の元へ送り届ける。                                   |
| 11 | オクトノーツとワニのあかちゃん Octonauts and the Baby Gator                   | ニッパーと名付けられた迷子のワニの赤ちゃんとクワジーが海に流された。腹ペコの生き物や海水から守らないと。 |
| 12 | オクトノーツとグリーンボンバー Octonauts and the Bomber Worms                 | 海底を調査中のオクトノーツ。キケンだらけの深海に沈んだグリーンボンバーを助けに行く。                     |
| 13 | オクトノーツとザリガニ Octonauts and the Crawfish                             | ザリガニたちが謎の病気にかかる。治療法と原因になった謎の生き物を探す。                                   |
| 14 | オクトノーツとサーフィンをするまきがい Octonauts and the Surfing Snails       | 休暇で南の島にやってきたオクトノーツ。泡に乗ってサーフィンをする巻貝が大波に流された！                   |
| 15 | オクトノーツとフラミンゴ Octonauts and the Flamingos                          | フラミンゴのヒナがいなくなった。沼はお腹を空かせたワニがいっぱい。早く見つけなきゃ！                     |
| 16 | オクトノーツとたすけあうさかなたち Octonauts and Operation Cooperation        | ガップを壊したシェリントンとクワジー。魚たちに部品さがしを手伝ってもらう。                               |
| 17 | オクトノーツとなぞのケルプ・モンスター Octonauts and the Kelp Monster Mystery | ケルプの森で巻貝の赤ちゃんがさらわれた。なぞ解きが得意なダシーの妹カシーが出動！                         |
| 18 | オクトノーツとセグロウミヘビ Octonauts and the Yellow Bellied Sea Snakes      | 毒のあるウミヘビが、嵐で砂浜に打ち上げられる。毒に気をつけながら海へ帰す方法を考える。                   |
| 19 | オクトノーツとココナツのじけん Octonauts and the Coconut Crisis               | ヤシガニの島で休日を過ごすクワジー。海に隠れるココナツ泥棒を探しに行く。                                 |
| 20 | オクトノーツとシーラカンス Octonauts and the Coelacanth                       | 暗い洞窟の中で、大昔の魚の化石を発見！だけど気付かないうちに、誰かが持ち去った？                         |
| 21 | オクトノーツとイタチザメ Octonauts and the Tiger Shark                        | イタチザメに襲われたウミガメのサンディを助けるため、トゥイークはサメを引き離そうとする。                 |
| 22 | オクトノーツとカバたち Octonauts and the Hippos                               | アフリカの川で任務を終えたオクトノーツ。大きなカバの群れに道を塞がれる。                                 |
| 23 | オクトノーツとハシナガイルカ Octonauts and the Spinner Dolphins               | たくさんのゴミが嵐で流れ着くが、ハシナガイルカたちは眠っていて気付かない。                               |
| 24 | オクトノーツとマンボウ Octonauts and the Sunfish                              | 大きな魚にぶつかってケガをした鳥や魚たちが集まってくる。その魚の正体はマンボウだった！                   |

### 第5シリーズ
2023年3月27日、イギリスのCBeebiesで全50話の予定となる、第5シリーズが放送開始。
| #  | タイトル 原題                                                                                      | あらすじ |
| 1  | オクトノーツとクロマグロ Octonauts and the Bluefin Tuna                                            | 怪我をしたクロマグロのティナを救助したオクトノーツ。最新のガップRで産卵場へ運ぶが…。 |
| 2  | オクトノーツとシロナガスクジラの救出 Octonauts and the Blue Whale Rescue                           | クワジーが尻尾を負傷したシロナガスクジラを発見。 |
| 3  | オクトノーツとなぞのクジラ Octonauts and the Whales of Mystery                                     | シェリントンが見つけた珍しいクジラの歯の研究のため、歯の持ち主であるツチクジラを探す。 |
| 4  | オクトノーツと幽霊船 Octonauts and the Ghost Ship                                                  | 深海の痕跡を追ったオクトノーツは、幽霊のような声がする無人の廃船を発見する。 |
| 5  | オクトノーツとエサの奪い合い Octonauts and the Feeding Frenzy                                      | 珊瑚礁を探検していたシェリントンとダシー。だが、サメの餌の奪い合いに巻き込まれてしまい…。 |
| 6  | オクトノーツとノコギリエイ Octonauts and the Sawfish                                               | 海賊のしゃっくりにかかったクワジー。そこでペソと一緒に海賊の医者の宝物を探しに川をさかのぼる。                                                                                               |
| 7  | オクトノーツとオウムガイ Octonauts and the Nautilus                                                | モンスター探しに出発したクワジーは、オウムガイと呼ばれる貝殻の生き物に出会う。 |
| 8  | オクトノーツとコククジラ Octonauts and the Grey Whales                                             | コククジラの子供をお母さんと再会させるべく、オクトノーツが手助け。 |
| 9  | オクトノーツとトビイカ Octonauts and the Flying Squid                                              | キャリコ・ジャックが宝物を取り戻すのを助けてくれるトビイカに出会うオクトノーツ。 |
| 10 | オクトノーツとアシカ Octonauts and the Sea Lions                                                   | 洞窟に閉じ込められたダシーとアシカを救出するべく、オクトノーツとアシカの群れは波と戦う。 |
| 11 | オクトノーツとタイマイ Octonauts and the Hawksbill Sea Turtle                                      | 体調不良のタイマイが健康な卵を産むため、オクトノーツが涼しい海域に導く。 |
| 12 | オクトノーツと木を食べるパナクエ Octonauts and the Wood Eating Catfish                             | 怪我をしているところを発見されたクワジーは、キャリコ・ジャックと共に自分の義足を食べる魚に遭遇した話をする。                                                                                 |
| 13 | オクトノーツと7匹のホヤ Octonauts and the Seven Sea Squirts                                        | オクトノーツは珊瑚礁での大発生を食い止めるべく、藻を撃つホヤの一団が再結集するのを助ける。                                                                                                   |
| 14 | オクトノーツとウシガエル Octonauts and the Bullfrogs                                               | 誤ってウシガエルをオクトポッドに持ち込んでしまったベジマルたち。オクトノーツたちに見つかる前に回収し、家に帰してあげよう。                                                                   |
| 15 | オクトノーツと巨大なウミグモ Octonauts and the Giant Sea Spider                                    | クワジーとシェリントンは南極の深海で遭難し、出口を知っているかもしれない大きなウミグモの家族に出会う。                                                                                       |
| 16 | オクトノーツとオクトボット救出大作戦 Octonauts and the Great Octo-Bot Rescue                       | オクトポッドが沸騰した硫黄の湖に沈んでしまう。 |
| 17 | オクトノーツとウーパールーパー Octonauts and the Axolotl                                           | バーナクルズとクワジーはお腹を空かせたサギから2匹の鳴くウーパールーパーのジョージ親子を守り、新しい水場を探すのを手伝う。                                                                    |
| 18 | オクトノーツとビーバー Octonauts and the Beavers                                                   | サケの遡上を助けるため、オクトノーツはビーバー一家の協力を得る！ |
| 19 | オクトノーツとホネクイハナムシ Octonauts and the Zombie Worms                                      | オクトラボがホネクイハナムシに食い荒らされており、彼らの新しい住処を探す。 |
| 20 | オクトノーツと泥火山 Octonauts and the Mud Volcanoes                                               | マリアナ海溝を探検していたシェリントンとダシー。そこで泥火山が立ち並ぶ小道と、困っている生き物に出くわす。                                                                                   |
| 21 | オクトノーツとタイガーフィッシュとブラインシュリンプ Octonauts and the Tiger Fish and Blind Shrimp | 離れ離れになってしまったタイガーフィッシュとブラインシュリンプに遭遇したオクトノーツ。 |
| 22 | オクトノーツと魚の口シラミ Octonauts and the Fish Mouth Louse                                      | 迷子になって困っているシラミの友達を探す生き物を助けるべく、オクトノーツが出動。 |
| 23 | オクトノーツと深海の発見 Octonauts and the Deep Ocean Discovery                                    | パールとウィンクルが、シェリントンの任務に加わる。 |
| 24 | オクトノーツと銀の海 Octonauts and the Silver Sea                                                  | オクトノーツたちは、海面を漂う光る液体の塊に遭遇。 |
| 25 | オクトノーツとイナセギンポ Octonauts and the Bicolour Fangblenny                                   | リーフのあらゆる生き物に噛み付こうとする謎の魚を捕まえようとするオクトノーツだが…。 |
| 26 | オクトノーツとウロコフネタマガイ Octonauts and the Scaly-Foot Snail                                | 強いウロコ状の足を持つウロコフネタマガイと出会ったオクトノーツは、隙間に落ちたオクトラボを救うために協力させる！                                                                             |
| 27 | オクトノーツとチュウゴクオオサンショウウオ Octonauts and the Chinese Giant Salamander              | 謎の生物に捕らえられたインクリングの旧友、地図屋のミンを助けるため、オクトノーツは長江へ向かう。しかしそれは、水温上昇のせいで病気になった大切な卵を守るチュウゴクオオサンショウウオだった。 |

### テレビスペシャル
テレビスペシャルは、クリスマス、ニューイヤー、記念日の期間に放送される2本立てのエピソードで、その後、通常のエピソードと並行して繰り返し放送される。第10話、第11話、第12話においてはNetflixオリジナル映画として配信された。
| #  | タイトル 原題                                                                       | あらすじ |
| 1  | オクトノーツとペンギンのだいレース Octonauts and the Great Penguin Race             | ペソは、毎年恒例のペンギンのトライアスロン大会「ペンギンの大レース」を見るために南極に帰ろうとするが、弟のピントが出場したことを知り、落胆する。それでもオクトノーツやペソとピントのお母さんの応援を受け、毎年全大会で優勝を独占している絶対王者ヒューゴに挑み、勝利をつかむ！ |
| 2  | オクトノーツとクリスマスのだいぼうけん Octonauts and the Great Christmas Rescue     | オクトノーツはクリスマスにインクリング教授の故郷・海山へ。だが、岩崩れで希少な金色の珊瑚が危険に晒され、甥のスクワードが閉じ込められたため、新型車両ガップXで救出に向かう。その過程でイバラカンザシについても学ぶ。 |
| 3  | オクトノーツとアマゾンのぼうけん Octonauts and the Amazon Adventure                 | クワジーはキャリコ・ジャックの地図を求めて難破船へ。アマゾン川を遡るも、倒木でガップAが閉じ込められ、一行は散り散りに。バーナクルズはカワイルカの助けで仲間を探し、デンキウナギやピラルクーを救助。パナクエがガップAを解放する。一方、クワジーはヒアリとアナコンダに襲われるが、生きていたキャリコ・ジャックに救われる。不完全な地図は堂々巡りだったが、クワジーのピースで完成し、カピバラを退け仲間と再会。黄金の街は、プールの底の金色のタンスイカイメンのコロニーだった。 |
| 4  | オクトノーツとマリアナかいこうのぼうけん Octonauts and the Mariana Trench Adventure | 深海用オクトラボを組み立て、マリアナ海溝に設置するオクトノーツ。海底の生き物が新しい家に移るため熱源を探すうち、オクトラボの電気のコードを切ってしまう！ |
| 5  | オクトノーツとベジマルクリスマス Octonauts and a Very Vegimal Christmas             | 危険な海洋粘液に囚われたオクトノーツたちを救うため、唯一無事なターニップ率いるベジマルは、クリスマスの食事に間に合うよう新型のガップVを製造し、救出に向かう！ |
| 6  | オクトノーツとなんきょくのぼうけん Octonauts and the Over, Under Adventure          | トゥイークが作った新型のガップSで南極を探検していたオクトノーツ。南極の海でウミウシやウニなどの生き物がブライニクルに襲われ、大ピンチ！ |
| 7  | オクトノーツとほっきょくのぼうけん Octonauts and the Great Arctic Adventure         | バーナクルズの故郷・北極圏に旅立つバーナクルズとペソ。バーナクルズは双子のビアンカたちと合流し、春を迎えたホッキョクグマが集まる北極の氷を目指すが…。 |
| 8  | オクトノーツとこおりのせかいのぼうけん Octonauts and Operation Deep Freeze          | 北極で救助信号を受けたキャプテン・バーナクルズたちは、南極でホッキョクギツネのナットクイック教授と再会。吹雪で氷の割れ目に気付かないペンギンたちの救出に向かう！ |
| 9  | オクトノーツとぬまちのぼうけん Octonauts and the Great Swamp Search                 | 救助信号を受け、トゥイークの父レンジャー・マーシュを手伝うためエバーグレーズへ。山火事が起こる前に、ビルマニシキヘビの親子など外来生物を安全な場所に避難させる。 |
| 10 | オクトノーツと水中のどうくつ Octonauts and the Caves of Sac Actun                   | 小さなタコを仲間の所へ返すため、カリブ海をめざすオクトノーツ。でもそのためには、不思議な水中の洞窟を無事に抜け出さなくてはいけなくて…。 |
| 11 | オクトノーツとグレート・バリア・リーフ Octonauts and the Great Barrier Reef         | 腹ペコのオニヒトデの大群から、大切な珊瑚礁と、そこに暮らす生き物たちを守ろう！海のピンチに立ち向かうオクトノーツの活躍を描くミュージカルアニメ。 |
| 12 | オクトノーツと火のリング Octonauts and the Ring of Fire                             | 太平洋を取り囲むたくさんの火山が次々に噴火しはじめた！過去最大のピンチともいえる非常事態に、オクトノーツの全員が力を合わせて立ち向かう。 |

## スタッフ

### オリジナルスタッフ
- 原案：メオミ・デザイン（英語版）（ヴィキー・ウォン、マイケル・C・マーフィー）
- 監督：ダラー・オコンネル、ヘンリー・レナルディン＝マデン（クレジットなし）、パトリス・ベルベ
- 脚本：ステファニー・シンプソン （総合構成）
- クリエイティブ・ディレクター：スティーブン・ロビンソン

- エグゼクティブ・プロデューサー：クルト・ミューラー、ステファニー・シンプソン、カタル・ガフニー、ダラー・オコンネル（2010年 – 2018年）、ジャッキー・エドワーズ（CBeebies）、アンドリュー・ハイマス
- 共同プロデューサー：メオミ・デザイン（英語版）（ヴィキー・ウォン、マイケル・C・マーフィー）、ニコール・デュブック
- ディレクタープロデューサー：アダム・アイデルソン
- プロデューサー：カレン・イアラッチ、ジリアン・ヒギンズ、テレサ・メイヤー、ブライアン・ギルモア、マイケル・ヘフェロン、スティーブ・ジェイコブソン、レイチェル・サイモン、キム・デント・ワイルダー
- ラインプロデューサー：ジュリー・アベカシス、アンドリュー・ピータース
- アートディレクター：スティーブン・オコナー
- コンサルティングアートディレクター：スティーブン・ロビンソン
- アニメーションディレクター：ジーン・ハーリヒー
- スーパーバイザー：エオイン・カヴァナ
- ストーリーエディター：ゲイブ・P・プリアム、カリン・グリーンバーグ（英語版）
- 音楽／テーマソング作曲：ダレン・ヘンドリー、ニコール・デュブック
- 生き物レポート作曲：ピーター・ルーリー
- ボイスコーチ：ジャン＝マルク・ベルン
- プロダクションマネージャー：アン・マレー・オクラバッハ
- オクトカリキュラム作成：リタ・ワイスコフ博士
- アシスタントプロダクションマネージャー：ローラ・レイシュ
- プロダクション・コーディネーター：エリカ・バド、ダニー・レンホフ、ジョアン・バーン
- クリエイティブマネージャー：サラ・ブロンディン・ミュラーヴィ
- プロダクションアシスタント：アイリーン・マクギボン
- 共同スーパーバイザー：ジェームズ・ステイシー
- 絵コンテスーパーバイザー：ダン・ノセラ
- ジュニア絵コンテ修正：クリオナ・キュリアン
- 絵コンテ：デル・バラス、デイブ・ペンバートン、デイブ・ブラウン、ベネディクト・ペルス、クリス・ドリュー、パトリシア・ロス、ナサニエル・フェルディナンド、ダン・シェフェルマン、グラハム・ギャラガー、マイケル・スワニガン、クリストス・カトポディス、エステバン・バルデス、ノンダス・コロディモス、アーサー・バレンシア、マッシミリアーノ・ルカニア
- 2Dデザイン：ライアン・アダムス
- ライティングテクニカルディレクター：ポール・シーヒー
- リードアニメーター：デクラン・ドイル
- ライティング：ユリウス・カクマレク
- リテイクアニメーター：アンドリュー・ドイル、アラン・カラザーズ
- 構成：デビッド・O・ブライエン
- テクスチャアーティスト：ミハル・ウルスキ
- ジュニアコンポジター：リアム・O・ブライエン
- ジュニアテクスチャアーティスト：コナー・O・ブライエン
- VFXテクニカルディレクター：ジョン・ポール・ジャンカリオ
- リードモデラー：アンソニー・キャラハン
- 3Dモデリング：マイケル・O・キャラハン、レイ・ジョンソン
- リードキャラクターリガー：ダラグ・ダフィー
- プリビジュアライゼーションアーティスト：コナー・クランシー
- プリビズ／カメラ：マーティン・ケリー、リチャード・シモンズ
- ヘッドオブプロダクション・テクノロジー：ブラン・ギルモア
- ポストプロダクション・アシスタント：エマ・ルーニー
- パイプラインチーム：ダレン・ハイランド、ジョン・グリフィン、ラフル・ミシュラ
- 編集：アラン・モラン、タナー・アダムス
- アニメーション／追加アセット制作サービス：Crest Animation Studios
- アシストエディター：ポール・フォード
- オンライン編集：ダニー・ブラウン、エメット・O・ニール
- IT／システム管理：ルイーズ・ニコルズ、エイダン・ドイル、ジョン・ケノン
- オーディオ・ポストプロダクションサービス提供：Windmill Lane Studios（英語版）
- ポストプロダクションスーパーバイザー：ダニエル・コンシディン
- スーパーバイザーサウンドデザイナー／ミキサー：ドミニク・ローレンス
- ポストプロダクションコーディネーター：フラン・マクナルティ
- アシスタントサウンドエディター：ティム・O・ドノヴァン
- QCオペレーター：エイダン・マッケナ
- 教育コンサルタント：ナターシャ・クランドール博士
- 海洋科学コンサルタント：ララ・フェリー博士
- レコーディングサービス提供：The sound company
- 音声ディレクター／レコーディング・エンジニア：デイブ・ピーコック
- ADR／リミックスサービス：Big Yellow Duck
- 米国音声ディレクター：ジェイソン・ハリス
- プロダクション・アカウンタント：ティム・アンティル、ケビン・ファレル、ルイーズ・コマリー、イヴォンヌ・カーワン
- プロダクション・リーガルカウンセル：シェリー・ロットマン、クリスティーナ・マクガッキアン、フィリップ・リー弁護士
- アニメーション制作：コリオン（英語版）（2010年 - 2012年）、ブラウンバッグ・フィルム（英語版）（2010年 - 2018年）、シルバーゲート・メディア（英語版）（2012年 - 現在）、メインフレーム・スタジオ（2020年 - 現在）

### 日本語版制作
- 翻訳／訳詞：いずみつかさ
- 演出：平野智子
- 音楽演出：増谷則子
- 録音制作：スタジオ・エコー

## 受賞とノミネート
2011年、『すすめ! オクトノーツ』は英国アカデミー児童賞の「幼稚園向けアニメーション」部門でノミネートした。
2013年には、3つの賞に受賞とノミネートされた。「国際エミー賞キッズアワードの「子ども向けプレスクール」部門と、英国アカデミー児童賞の「幼稚園向けアニメーション」部門でノミネートされ、「第11回アイルランド映画テレビ賞」の「最優秀子ども／青少年番組」部門を受賞した。
2017年には、同シリーズのエピソード『オクトノーツとこおりのせかいのぼうけん』がアニー賞 テレビアニメ作品賞の「未就学児向けテレビアニメーション作品」部門を受賞した。
さらに2021年には、「第48回デイタイム・クリエイティブ・アート・エミー賞」で、同シリーズのエピソード『オクトノーツと水中のどうくつ』が「アニメ番組優秀メインタイトル」部門、『オクトノーツとグレート・バリア・リーフ』が「幼児向けアニメ番組優秀脚本」部門をそれぞれノミネートした。
| 年     | 賞                                                 | カテゴリ                         | 候補                                       | 結果       |
| ------ | -------------------------------------------------- | -------------------------------- | ------------------------------------------ | ---------- |
| 2011年 | 英国アカデミー児童賞                               | 幼稚園向けアニメーション         | 『すすめ! オクトノーツ』                   | ノミネート |
| 2013年 | 国際エミー賞キッズアワード                         | 子ども向けプレスクール           | 『すすめ! オクトノーツ』                   | ノミネート |
| 2013年 | 第11回アイルランド映画テレビ賞                     | 最優秀子ども／青少年番組         | 『すすめ! オクトノーツ』                   | 受賞       |
| 2013年 | 英国アカデミー児童賞                               | 幼稚園向けアニメーション         | 『すすめ! オクトノーツ』                   | ノミネート |
| 2017年 | 第45回アニー賞 テレビアニメ作品賞                  | 未就学児向けテレビアニメーション | 『オクトノーツとこおりのせかいのぼうけん』 | 受賞       |
| 2018年 | 英国アカデミー児童賞                               | 幼稚園向けアニメーション         | 『すすめ! オクトノーツ』                   | ノミネート |
| 2021年 | 第48回デイタイム・クリエイティブ・アート・エミー賞 | アニメ番組優秀メインタイトル     | 『オクトノーツと水中のどうくつ』           | ノミネート |
| 2021年 | 第48回デイタイム・クリエイティブ・アート・エミー賞 | 幼児向けアニメ番組優秀脚本       | 『オクトノーツとグレート・バリア・リーフ』 | ノミネート |

## スピンオフ
主な記事：オクトノーツと地上のミッション
オクトノーツブランドは、製作会社から多くのスピンオフ活動のライセンスを取得している。その中には、アルトン・タワーズ（Alton Towers）のテーマパーク「シービービーズ ランド（CBeebies Land）」内のジェットコースター「オクトノーツ・ジェットコースター・アドベンチャー（Octonauts Rollercoaster Adventure）」や、「シービービーズ ランド ホテル（CBeebies Land Hotel）」のテーマ・ベッドルームなどが含まれる。また、「オクトノーツ・ライブ！（Octonauts Live!）」と呼ばれる巡回ライブ・ショーもあり、アメリカやその他の国々で公演されている。
2016年11月17日には、Night and Day Studiosとの提携で制作されたiOS向けのオクトノーツのアプリが発表された
。
スピンオフ作品の『オクトノーツと地上のミッション』は2021年9月7日に初放送され、8月25日にはYouTubeで第1話全編が公開された。『オクトノーツと地上のミッション』では、水中ではなく、森や砂漠などの自然の生息地を探検したり、アシストしたりする。